# Хидра (съзвездие)
Вижте пояснителната страница за други значения на Хидра.
Хидра е най-голямото по площ съзвездие сред съвременните, както и едно от най-старите - то е и сред 48-те съзвездия, описани от Птолемей.